# Parafia Matki Bożej Fatimskiej w Golkowicach
Parafia Matki Bożej Fatimskiej w Golkowicach – rzymskokatolicka parafia należąca do dekanatu Wieliczka Zachód archidiecezji Krakowskiej.
Została erygowana w 2000 r. Jest prowadzona przez zakon werbistów.
Od 2007 roku proboszczem jest o. Stanisław Łomnicki SVD.

## Galeria

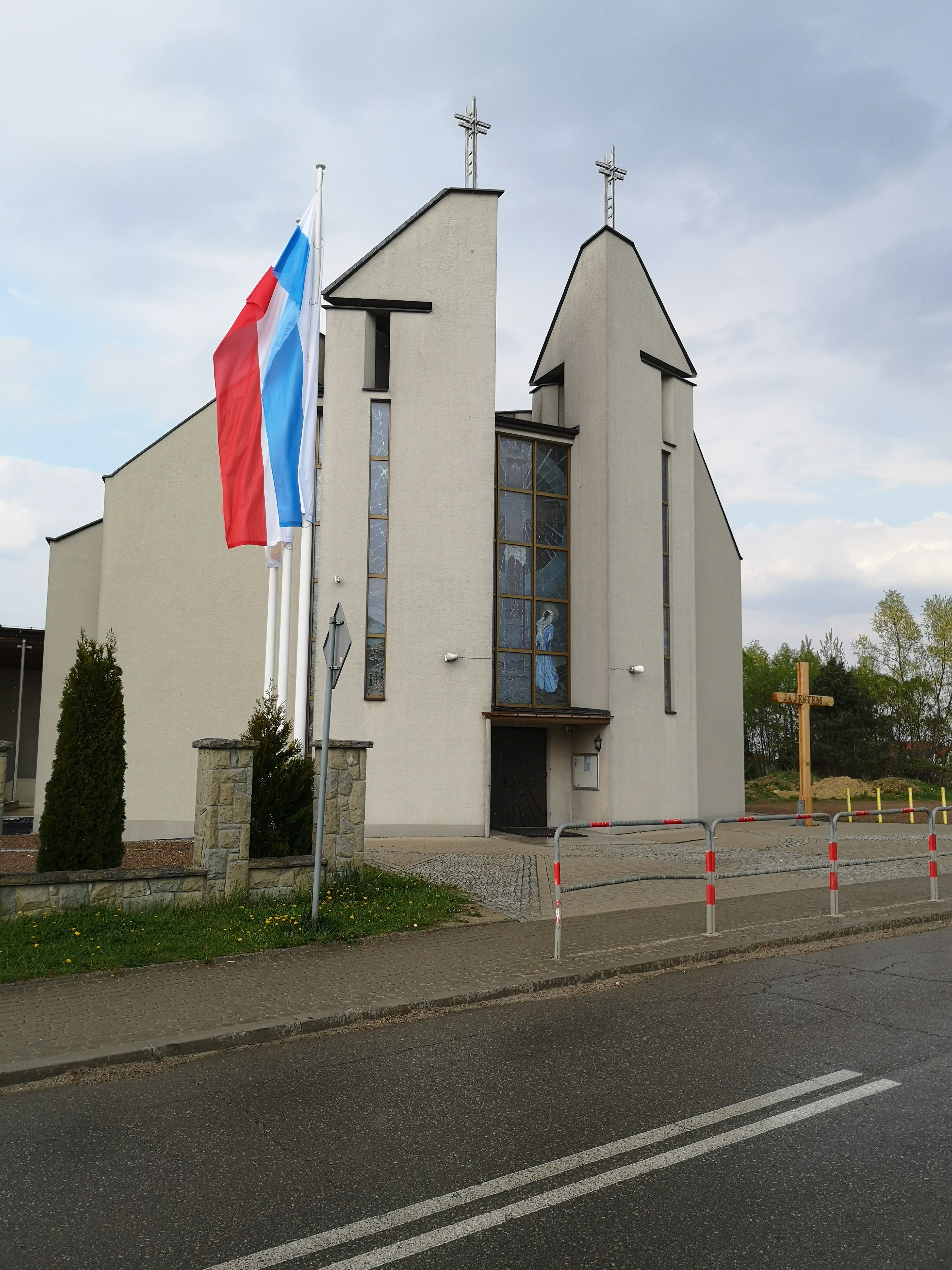
Kościół w Golkowicach (2022)
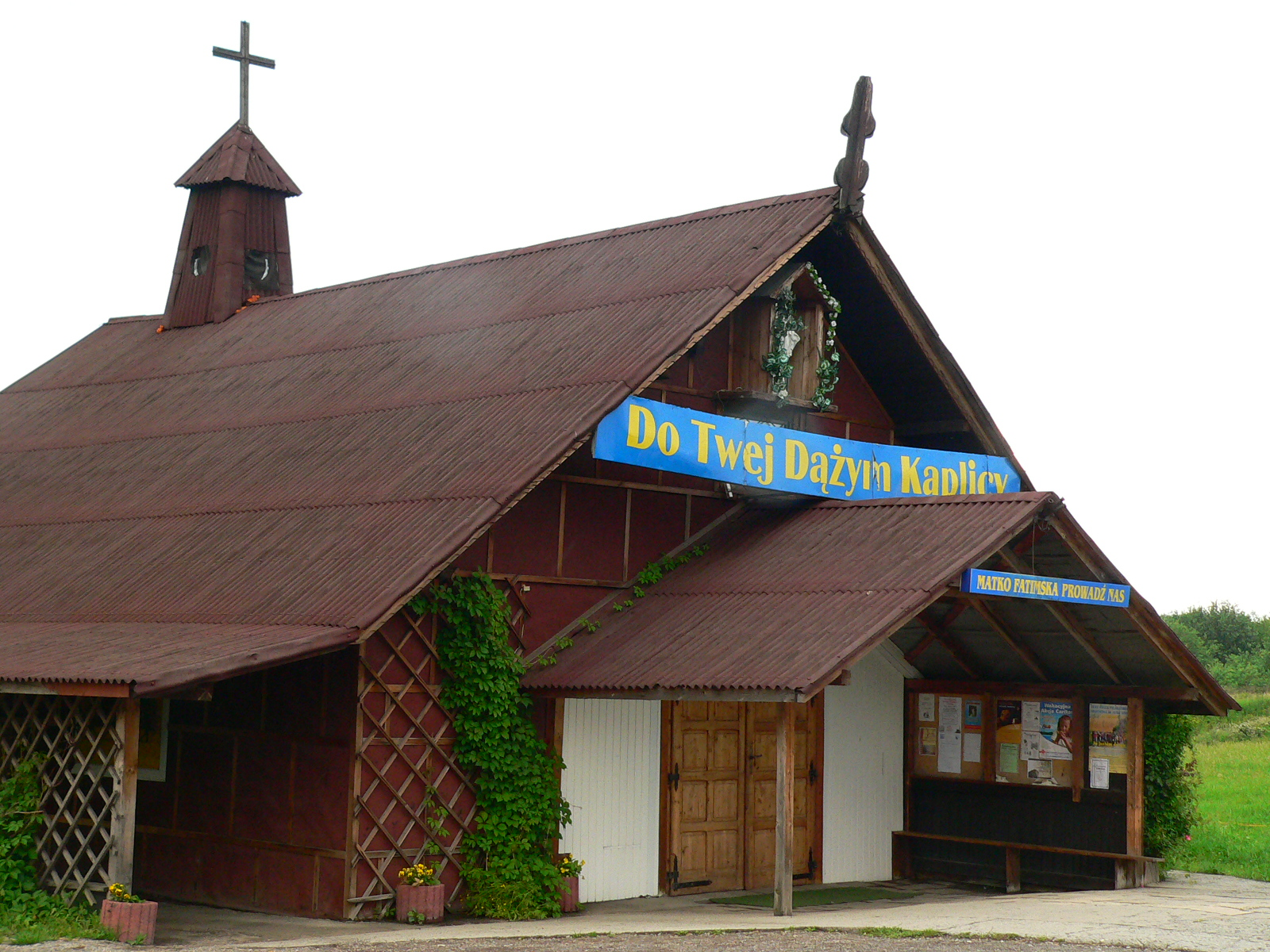
Kaplica parafialna w Golkowicach (2007)